# S.E.S.
S.E.S. (hangul: 에스이에스; sigla para Sea & Eugene & Shoo) foi um girl group sul-coreano formado pela empresa e gravadora SM Entertainment. Com duração de 1997 a 2017, elas eram vistas como a versão feminina do H.O.T., outro grupo da SM que também alcançou enorme popularidade na mesma época.
S.E.S. foi o primeiro girl group de K-pop a conquistar grande sucesso. Juntamente com os outros dois grupos femininos que estrearam logo em seguida, Fin.K.L e Baby V.O.X., constituíram os girl groups de maior sucesso em seu período de atuação.
Sobre a dissolução do grupo em 2002, Eugene afirmou em entrevista para o programa Star Life Theater da KBS2: "Nosso contrato de cinco anos acabou. Depois de muito pensar, todas nós decidimos que seria bom para cada integrante seguir seus próprios sonhos e percorrer seu próprio caminho". Ela continuou: "Não é porque nós brigamos, ou porque a nossa popularidade caiu", e refutou os vários rumores que tinham surgido sobre o assunto.

## Integrantes
| Nome artístico | Nome artístico | Nome de nascimento | Nome de nascimento | Data de nascimento                | Posição no grupo                                             |
| Romanizado     | Hangul         | Romanizado         | Hangul             | Data de nascimento                | Posição no grupo                                             |
| -------------- | -------------- | ------------------ | ------------------ | --------------------------------- | ------------------------------------------------------------ |
| Bada           | 바다           | Choi Sung Hee      | 최성희             | 28 de fevereiro de 1980 (45 anos) | Líder, Vocalista Principal e Dançarina Principal             |
| Eugene         | 유진           | Kim Yoo Jin        | 김유진             | 3 de março de 1981 (44 anos)      | Vocalista Líder,Rapper Líder, Dançarina Guia, Face e Visual. |
| Shoo           | 슈             | Yoo Soo Young      | 유수영             | 23 de outubro de 1981 (43 anos)   | Rapper Principal, Dançarina Líder, Vocalista Guia e Maknae.  |

## Discografia
| Álbuns coreanos - 1997: S.E.S. - 1998: Sea & Eugene & Shoo - 1999: Love - 2000: A Letter from Greenland - 2001: Surprise - 2002: Choose My Life-U - 2002: Friend - 2017: Remember Álbuns de vídeo - 1999: Dreams Come True VCD - 2000: 2000 S.E.S First Concert VCD - 2000: S.E.S VIDEO CLIPS VCD | Álbuns japoneses - 1999: Reach Out - 2000: Prime: S.E.S. the Best - 2000: Be Ever Wonderful - 2001: Here & There – S.E.S. Singles Collection - 2002: S.E.S. Best - 2003: Beautiful Songs Álbuns taiwaneses - 1999: Taiwan Best 1：I'm Your Girl - 1999: Taiwan Best 2：I Love You |